# Габолтов
Габолтов (словац. Gaboltov) — село и одноимённая община в районе Бардеёв Прешовского края Словакии. В письменных источниках начинает упоминаться с 1247 года.

## География
Село расположено в северной части края, вблизи государственной границы с Польшей, у подножия горы Бусов, к северу от автодороги 77. Абсолютная высота — 406 метров над уровнем моря. Площадь муниципалитета составляет 12,73 км².

## Население
| Год:                | 1994 | 2004     | 2014    | 2024    |
| ------------------- | ---- | -------- | ------- | ------- |
| Количество человек: | 465  | 520      | 510     | 528     |
| Разница:            |      | +11,82 % | −1,92 % | +3,52 % |

По данным последней официальной переписи 2011 года, численность населения Габолтова составляла 505 человек.